# Llech (rivière)
Pour les articles homonymes, voir Llech.
Le Llech en catalan : el Llec, est un cours d'eau des Pyrénées-Orientales, en région Occitanie, et un affluent droit de la Lentillà, donc un sous-affluent du fleuve la Têt.

## Géographie
Son cours est de 15,8 km de longueur.
Le Llech prend sa source près de la crête du Barbet (massif du Canigó), sur la commune d'Estoher et se jette dans la Lentillà en aval d'Espira-de-Conflent.

## Aménagements et écologie

### Canyonisme
Les gorges du Llech forment le deuxième hot-spot français de pratique du canyonisme.